# لويس إف. غوتشالك
لويس إف. غوتشالك (بالإنجليزية: Louis F. Gottschalk)‏ هو منتج أفلام وملحن أمريكي، ولد في 7 أكتوبر 1864 في سانت لويس في الولايات المتحدة، وتوفي في 15 يوليو 1934.

## وصلات خارجية
- لويس إف. غوتشالك على موقع IMDb (الإنجليزية)
- لويس إف. غوتشالك على موقع ألو سيني (الفرنسية)
- لويس إف. غوتشالك على موقع أول موفي (الإنجليزية)
- لويس إف. غوتشالك على موقع قاعدة بيانات برودواي على الإنترنت (الإنجليزية)
- لويس إف. غوتشالك على موقع قاعدة بيانات الأفلام السويدية (السويدية)
- لويس إف. غوتشالك على موقع قاعدة بيانات الفيلم (الإنجليزية)
- لويس إف. غوتشالك على موقع كينوبويسك (الروسية)